# Теракт в Пешаваре (2014)
Террористический акт в Пешаваре — террористический акт, совершённый 16 декабря 2014 года в городе Пешавар. Девять боевиков движения Талибан открыли стрельбу в военной школе Пешавара. В ходе атаки погибло 145 человек, из которых большую часть составили школьники в возрасте от 10 до 18 лет. Не менее 114 человек получили огнестрельные ранения и другие травмы, и были госпитализированы. Все нападавшие были убиты пакистанскими военными в ходе обороны или штурма здания.
В сравнении с другими терактами, осуществлёнными на территории Пакистана, нападение на школу в Пешаваре унесло наибольшее количество жертв. Характер нападения и выбор объекта для атаки вызвал в прессе параллели с терактом в Беслане.

## Ход событий

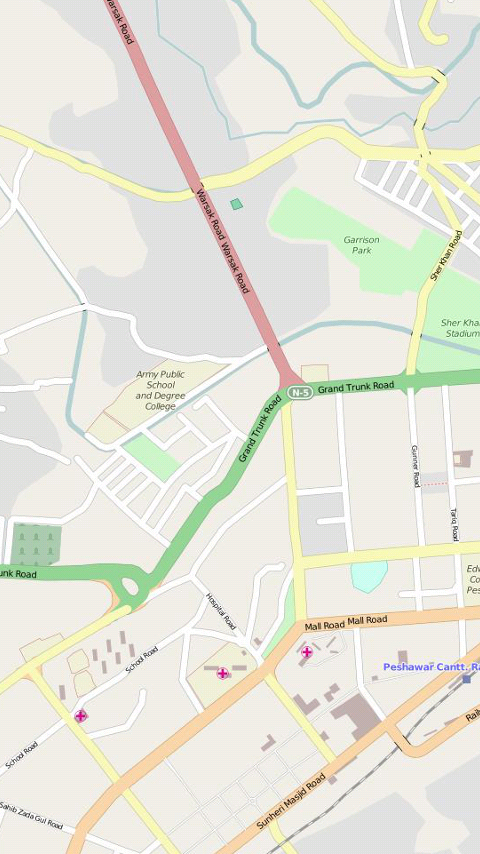
Карта места событий (атакованная школа расположена в центре, слева от развилки).

Во вторник 16 декабря 2014 года, между 10:50 и 11:00 утра по местному времени, группа из девяти вооружённых талибов, в том числе террористов-смертников, подъехали на автомобиле «Daewoo Damas» к чёрному ходу военного училища Пешавара, в котором обучаются дети и подростки в возрасте от 10 до 18 лет в количестве 1099 человек (позже военные заявили, что на момент атаки в здании находилось 960 человек). Все террористы были одеты в униформу вооруженных сил Пакистана и бронежилеты, и не вызывали подозрения у окружающих. Ворвавшись внутрь здания, террористы проникли в спортивный зал, находящийся под охраной военных, и открыли беспорядочную стрельбу из автоматического оружия по находившимся там ученикам. Охранявшие учеников военные открыли ответный огонь и сумели застрелить одного террориста, но все были убиты. Ученики и сотрудники стали разбегаться через боковые выходы из спортивного зала, однако террористы открыли огонь из окон, выходивших прямо во двор учебного заведения. Многие из убегающих были убиты именно там. По словам генерал-майора Асима Байва:
Террористы не собирались брать заложников и выдвигать какие-либо требования, они лишь хотели убить как можно больше наших будущих военных.
Между 11:10—11:15 училище окружили части пакистанской армии, пакистанский спецназ и сотрудники полиции. Они немедленно начали штурм здания через главный и боковой выходы. В ходе ожесточенной перестрелки был убит ещё один террорист, тогда как остальные семь сумели отойти вглубь здания и забаррикадироваться. В 11:20 военные заявили, что заблокировали террористов в административном корпусе училища, но ожесточенная перестрелка не стихала. В ходе осады, продлившейся несколько часов, трое террористов были убиты благодаря умелым действиям снайперов. Все остальные были ликвидированы, после того как спецназовцы выбили баррикады, сооружённые террористами, с помощью взрывчатки и оглушили тех взрывом. По заявлению пакистанской армии, последний террорист был ликвидирован в 19:56 по местному времени. Ещё через час военные отчитались о том, что полностью контролируют ситуацию. В ходе штурма погибли два спецназовца, и ещё 7 получили ранения. Погибли также 145 заложников, среди которых 96 были младше 14 лет.

## Состав группы террористов
Личности 6 из 9 террористов были разглашены через несколько дней после трагедии.
1. Абу́ Ша́миль (урду ابو شامل‎) — Главарь группы. Чеченец по национальности. Ранее принимал участие в боевых действиях на Северном Кавказе.
2. Ну'ма́н Шах Хельма́нд (урду نعمان شاہ ہلمند‎) — Гражданин Афганистана, уроженец провинции Гильменд. Разыскивался властями Афганистана и США. В США за любую информацию о его местонахождении была назначена награда в 500.000$.
3. Васи́м А́лам Хера́т (урду وسیم عالم ہرات‎) —  Гражданин Афганистана. Ранее проживал в городе Герат.
4. Хати́б аз-Зуба́йди (урду خطیب الزبیدی‎) — Гражданин Египта. Ранее был известным в своих краях исламским проповедником.
5. Муха́ммад За́хиди (урду محمد زاہدی‎) — Гражданин Марокко. Ранее был объявлен в розыск марокканской полицией как пропавший без вести.
6. Джибра́н ас-Саи́ди (урду جبران السعیدی‎) — Гражданин Сирии и Египта. Единственный из группы, кто состоял в ней за деньги.

Также в группе террористов состояла как минимум одна женщина.

## Ответственность
Ответственность за атаку взяла на себя боевая исламская организация «Техрик-е Талибан Пакистан». Как сообщает BBC News, ссылаясь на представителя Талибана, захват школы стал ответом на военные операции в Северном Вазиристане и агентстве Хайбер, в результате которых погибли сотни талибов. Лидер группировки из движения «Талибан» в Пакистане Халифа Омар Мансур, которого называют организатором нападения на военное училище в городе Пешавар, дал обещание продолжить атаки на школы и другие гражданские объекты.

## Последствия
17 декабря власти Пакистана решили отменить мораторий на смертную казнь в отношении лиц, осужденных за связанные с терроризмом преступления.
19 декабря 2014 года стало известно, что представителями пакистанских тюрем, где содержатся обвиненные в организации атаки на школу в Пешаваре, ведется подготовка к повешению боевиков на следующей неделе. Не менее трёх осуждённых террористов были казнены в период с 19 по 22 декабря.
ВВС Пакистана нанесли авиаудары по боевикам движения «Техрик-и-Талибан Пакистан» в ответ на нападение исламистов на школу в Пешаваре. В ходе этой операции было убито как минимум 59 боевиков движения Талибан.
Власти пакистанской провинции Хайбер-Пахтунхва приняли решение увековечить память 134 школьников, погибших в результате теракта. По заявлению главного министра Хайбер-Пахтунхвы Первеза Хаттака, именами жертв назовут большинство государственных образовательных учреждений провинции.

## Мировая реакция
Мировое сообщество осудило захват школы в пакистанском Пешаваре.
 19 декабря 2014 года Патриарх Московский и всея Руси Кирилл выразил соболезнования Президенту Исламской Республики Пакистан Мамнуну Хусейну в связи с террористическим актом в Пешаваре.
 Президент Республики Казахстан Нурсултан Назарбаев в телеграмме от 19 декабря 2014 года также выразил соболезнования президенту Пакистана Мамнуну Хусейну в связи с террористическим актом в Пешаваре.
 Совет Безопасности ООН грозит санкциями лицам и организациям, которые поддерживают группировку «Техрик-и-талибан Пакистан», осуществившую нападение на школу в Пешаваре. В принятом заявлении для печати члены СБ осудили эту атаку и потребовали привлечь ответственных за неё к правосудию.
Генеральный секретарь ООН Пан Ги Мун призвал правительство Пакистана предпринять все усилия для того, чтобы привлечь виновных к правосудию.
 Глава Европарламента Мартин Шульц заявил, что шокирован «чудовищной резнёй»: «Это дикое преступление, трусливое, оставляет нас в ступоре, без слов и показывает еще раз бесчеловечность талибов, их бесчеловечную идеологию, их безжалостный фанатизм. И что бесусловно нас потрясает — это тот факт, что они, ни капли не смущаясь, убивают детей».
Глава европейской дипломатии Федерика Могерини отметила, что это нападение еще раз показывает, насколько опасной остается ситуация в регионе.
 Госсекретарь США Джон Керри осудил теракт и от имени США пообещал оказать полную поддержку народу Пакистана.
Пакистанская правозащитница, Малала Юсуфзай, лауреатка Нобелевской премии мира, призналась, что «зверский теракт разбил её сердце». Другой нобелевский лауреат этого года, индийский активист, выступающий в защиту прав детей, Кайлаш Сатьяртхи назвал боевиков, которые убивают детей, «врагами человечества», а теракт – «пятном на человечестве».
Слова поддержки Пакистану прозвучали также в Великобритании, Франции, Испании, Канаде и других странах.
Британский боксёр Амир Хан выразил желание пожертвовать свои шорты за 30 тысяч фунтов школе в Пешаваре.